# Jean-Joseph-Victor Genissieu
Jean-Joseph-Victor Genissieu, né le 29 octobre 1749 à Chabeuil (province du Dauphiné, actuel département de la Drôme), mort le 16 vendémiaire an XIII (8 octobre 1804) dans l'ancien 10e arrondissement de Paris , est un avocat et un homme politique de la Révolution française.

## Biographie

### Origines familiales
Son père Joseph Genissieu est notaire royal à Chabeuil.[réf. nécessaire]

### Parcours prérévolutionnaire
Genissieu est avocat au parlement du Dauphiné. Il devient juge au tribunal de Grenoble en 1791 et siège au conseil de district aux côtés de Jean-Pierre-André Amar[réf. nécessaire]. 

### Mandat à la Convention

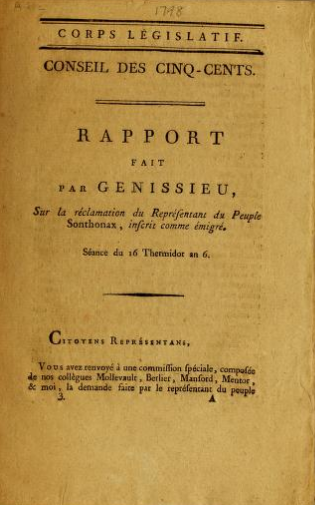
Rapport fait par Genissieu, sur la réclamation de Léger-Félicité Sonthonax.

En septembre 1792, Genissieu est élu député, le neuvième et dernier, du département de l'Isère, à la Convention nationale. Amar est quant à lui élu cinquième sur neuf. Il est élu suppléant au Comité des Secours publics en novembre 1792, puis suppléant au Comité de Sûreté générale le 9 janvier 1793 mais n'est pas reconduit lors du remaniement du 21 du même mois.
Genissieu siège dans les rangs de la Plaine. Lors du procès de Louis XVI, il vote la mort et se prononce contre l'appel au peuple mais en faveur du sursis à l'exécution. Il s'abstient volontairement de voter lors de la mise en accusation de Marat et vote en faveur du rétablissement de la Commission des Douze.
Il est envoyé en mission dans les départements de l'Orne et de la Sarthe en vendémiaire an III (octobre 1794). Son frère André-Aimé-Ferdinand est nommé « commissaire des guerres au bureau des renseignements » en germinal an III (avril 1795).
Genissieu est président de la Convention nationale entre le 17 vendémiaire et le 4 brumaire an IV (entre le et le octobre 1795). Ses secrétaires sont Villetard, Gleizal et Pons de Verdun. Lors de la clôture de la Convention, une fois la loi d'amnistie votée, il déclare : « Je déclare la séance levée. Union, Amitié, Concorde entre tous les Français, c'est le moyen de sauver la République [...] La Convention Nationale déclare sa mission remplie et sa session terminée ».

### Mandat au Cinq-Cents
Durant la période du Directoire, réélu député de l’Isère au Conseil des Cinq-Cents aux élections de l'an IV et de l'an VI, Genissieu occupe également le poste de ministre de la Justice du 15 nivôse au 12 germinal an IV (du 5 janvier au 1er avril 1796) et de substitut au tribunal de cassation. Durant le Consulat, il est nommé juge au tribunal d'appel de la Seine.

### Odonyme
Une rue de Valence et une rue de Grenoble portent son nom. Et une place aussi à Chabeuil.